# Jean André Frédéric de Dompierre de Jonquières
Jean André Frédéric de Dompierre de Jonquières (26. april 1815 på Folehavegård – 23. december 1890 i København) var en dansk jurist og embedsmand, bror til Henri Alexandre Antoine og Godefroi Chrétien de Dompierre de Jonquières.
Han blev student 1832 fra Borgerdydskolen i København og juridisk kandidat 1837. Snart efter (1840) kom han som volontær ind i Kancelliet og blev ansat i kontoret for de kirkelige sager. I dette kontor forblev han da under dets forskellige omordninger til sin høje alderdom. 1844 blev han kancellist, 1848 fuldmægtig og en måned efter ved Kultusministeriets administrative ordning departementssekretær og chef for ministeriets 1. departements kontor. 1872-76 og igen fra 1888 overdroges det ham tillige at udføre departementschefsforretningerne for ministeriets gejstlige sekretariats vedkommende. 1851 blev han kancelliråd, 1852 justitsråd. 1854 modtog han Dannebrogsordenens Ridderkors, blev 1869 Dannebrogsmand, fik 1878 Kommandørkorset af 2. grad, 1887 sammes 1. grad. Han døde i København ugift lillejuleaften 1890 efter dagen i forvejen at være ramt af et apoplektisk tilfælde. I de sidste år var hans helbred stærkt nedbrudt. Han er begravet på Assistens Kirkegård.
Jonquières var en elskelig, fintfølende, gennem dannet karakter med udbredt læsning og varm interesse for åndslivets frembringelser og udvikling. Med sjælden flid og omhu varetog han sit betydningsfulde embede; under 20 forskellige ministerier beklædte han sin post som den erfarne rådgiver og traditionens bærer; og uden at træde nogen for nær tør det nok siges, at hans erklæring har haft overvejende indflydelse på de kirkelige sagers behandling i ministeriet i mere end 40 år. Dertil kom endnu den store hensynsfuldhed og levende deltagelse, hvormed han kom enhver i møde, der i embedssager henvendte sig til ham.
I direktionen for Bibelselskabet for Danmark havde Jonquières i mange år sæde, og siden 1845 var han ældste i kirkerådet for den fransk-reformerte menighed i København.
Der findes et portræt af Jonquières malet i pastel af Erik Henningsen i privateje.